# Louiguy
Louiguy, né Louis Guillaume Guglielmi le 3 avril 1916 à Barcelone et mort le 4 avril 1991 à Vence, est un compositeur français d'origine italienne. Il a composé, principalement pendant les années 1940, la musique de nombreux succès de la chanson française, La Vie en rose, Cerisier rose et pommier blanc, avant de se tourner vers la musique de films, particulièrement avec Sacha Guitry.

## Biographie
Louiguy est né en Espagne où il vit jusqu'à l'âge de sept ans. Le père italien de Louiguy est contrebassiste dans l'orchestre symphonique d'Arturo Toscanini. Sa famille s'étant installée en France en 1923, Louiguy entre à l’âge de seize ans au Conservatoire de Paris dans la classe de piano de Lazare-Lévy puis dans la classe d'harmonie de Raymond Pech où il aura notamment Henri Betti, Charles Jay et Pierre Nerini comme camarades. Il y remporte des prix d'harmonie, de contrepoint et de fugue, et se destine alors à une carrière de pianiste concertiste.
Devenu pianiste accompagnateur d’Édith Piaf, il écrit la musique de chansons qui deviennent rapidement de grands succès populaires, dont Le Vagabond (paroles d’Édith Piaf, 1941), Ça sent si bon la France (1942), Marjolaine (1944), La Vie en rose (paroles d’Édith Piaf, 1945), La Danseuse est créole (1946), Mademoiselle Hortensia (1946), Le destin s'amuse (1947), Cerisier rose et pommier blanc (1950), etc. Ses principaux paroliers sont Jacques Larue et Jacques Plante, et ses interprètes les plus prestigieux - outre Édith Piaf - sont Maurice Chevalier, Georges Guétary, André Claveau. Il contribue largement au succès international de la chanteuse Yvette Giraud, qui deviendra l’épouse du parolier Jacques Plante. Il participe également à la fondation des éditions musicales Hortensia, qui se spécialisent rapidement dans la publication de musique de films.
En 1945, Louiguy commence une nouvelle carrière de compositeur de musique de films. En 1949, Sacha Guitry le charge d'écrire la partition musicale de son film Aux deux colombes. Louiguy devient pour plusieurs années le compositeur attitré de Sacha Guitry. Il travaille également avec Henri Verneuil, Pierre Schoendoerffer, et particulièrement André Cayatte. En 1964, il compose aussi la musique de la série télévisée Bob Morane. Son abondante production se ralentit après 1966.
L'œuvre de Louiguy compte environ 250 chansons, dont certaines ont connu un succès mondial (La Vie en rose, Cherry Pink and Apple Blossom White, adaptation de Cerisier rose et pommier blanc par Pérez Prado), et la musique de 90 films. Il est également l'auteur de la chanson Bon anniversaire, nos vœux les plus sincères..., (sur des paroles de Jacques Larue) créée par André Claveau dans le film Le Plus Heureux des hommes - quoique certains y reconnaissent la musique "Pavana" de Francisco Tárrega.
Il est inhumé au cimetière de la Sine de Vence (Alpes-Maritimes).

## Filmographie
- 1946 : La Rose de la mer
- 1947 : Un flic
- 1948 : Les souvenirs ne sont pas à vendre
- 1948 : Cité de l'espérance
- 1949 : On n'aime qu'une fois
- 1949 : Aux deux colombes
- 1949 : Jo la Romance
- 1949 : Dernière Heure, édition spéciale
- 1949 : L'Héroïque Monsieur Boniface
- 1949 : Toâ
- 1950 : Le Trésor de Cantenac
- 1950 : L'Homme de la Jamaïque
- 1951 : Demain nous divorçons
- 1951 : Cœur-sur-Mer
- 1951 : Tu m'as sauvé la vie
- 1951 : Dakota 308
- 1951 : Boniface somnambule
- 1951 : Adhémar ou le Jouet de la fatalité
- 1951 : La Table-aux-crevés
- 1951 : La Poison
- 1952 : Un jour avec vous
- 1952 : Je l'ai été trois fois
- 1952 : Les Surprises d'une nuit de noces
- 1952 : Bille de clown
- 1952 : Le Plus Heureux des hommes, d'Yves Ciampi
- 1953 : La Vie d'un honnête homme
- 1953 : Ma femme, ma vache et moi
- 1953 : La Tournée des grands ducs
- 1953 : Jeunes Mariés, de Gilles Grangier
- 1953 : L'Étrange Amazone, de Jean Vallée
- 1953 : Le Petit Jacques
- 1953 : Tourbillon d'Alfred Rode
- 1954 : Boum sur Paris
- 1954 : Par ordre du tsar
- 1954 : Crainquebille (Mort aux vaches)
- 1954 : Le Tournant dangereux
- 1955 : Les héros sont fatigués
- 1955 : Interdit de séjour
- 1955 : Pas de coup dur pour Johnny
- 1955 : Le Dossier noir
- 1955 : Passion de femmes
- 1955 : La Madone des sleepings
- 1955 : Frou-Frou
- 1955 : Milord l'Arsouille d'André Haguet
- 1956 : Mémoires d'un flic
- 1956 : Fernand cow-boy
- 1957 : La Roue
- 1957 : Vacances explosives
- 1957 : Œil pour œil
- 1958 : Le Miroir à deux faces
- 1958 : Suivez-moi jeune homme
- 1959 : Ramuntcho
- 1959 : Drôles de phénomènes
- 1959 : Du rififi chez les femmes
- 1959 : Pêcheur d'Islande
- 1960 : Les Nymphettes
- 1960 : Monsieur Suzuki
- 1960 : Le Septième Jour de Saint-Malo
- 1960 : Amour, autocar et boîtes de nuit
- 1960 : Le Passage du Rhin
- 1960 : Les Tortillards
- 1961 : Le Quatrième Sexe
- 1961 : La Peau et les Os
- 1961 : Mourir d'amour
- 1962 : Une femme aux abois (La Prisonnière du désir)
- 1962 : Le Fils de Tarass Boulba (Taras Bulba il cosacco) de Henri Zaphiratos
- 1963 : Un soir... par hasard
- 1963 : Le Glaive et la Balance
- 1963 : L'Éternité pour nous
- 1963 : Paris erotika
- 1964 : Jean-Marc ou la Vie conjugale
- 1964 : Françoise ou la Vie conjugale
- 1964 : Requiem pour un caïd
- 1964 : Dernière enquête de Wens (Que personne ne sorte)
- 1965 : Piège pour Cendrillon
- 1966 : La Peur et l'Amour
- 1966 : Espions à l'affût
- 1966 : L'Enfer sur la plage
- 1968 : La Nuit la plus chaude

## Discographie
- Louiguy au cinéma, Universal Music S.A., 2006